# 多体问题
多體問題為一大類物理問題的通稱。那些問題與大量粒子構成的微觀系統有關，且粒子之間有交互作用。要精確描述這些微觀系統，將會用到量子力學。三體以上的系統即被視為多體系統，不過因為三體和四體可以用特定的方法處理，有時會被歸類為少體系統。在這樣的量子系統中，粒子之間不斷交互作用，產生量子相關性以及纏結。因此，系統的波函數很複雜，並含有大量資訊，常常無法進行精確或可分析的計算。所以，多體理論物理學常常必須依賴針對問題的一組近似，並且是最多計算的科學領域之一。

## 實例
- 凝聚态物理学（固体物理学、纳米技术、超导现象）
- 玻色–爱因斯坦凝聚和超流体
- 量子化学（计算化学、分子物理学）
- 原子物理学
- 分子物理学
- 原子核物理学（核子結構（英语：Nuclear structure）、核反应、核物質（英语：nuclear matter））
- 量子色動力學（格點量子色動力學（英语：Lattice QCD）、强子光譜學、QCD matter（英语：QCD matter）、夸克-膠子漿）

## 方法
- 平均场论和擴展（例如：哈特里－福克方程、隨機相近似（英语：Random phase approximation））
- 動力學平均場論（英语：Dynamical mean field theory）
- 多體摄动理论和Green's function（英语：Green's function (many-body theory)）-based methods
- 组态相互作用方法
- 耦合簇方法
- Various Monte-Carlo（英语：Quantum Monte Carlo） approaches
- 密度泛函理論
- 点阵规范理论（英语：Lattice gauge theory）
- 矩陣積態（英语：Matrix product state）